# Parablatticida citri
Parablatticida citri är en stekelart som först beskrevs av Mercet 1921.  Parablatticida citri ingår i släktet Parablatticida och familjen sköldlussteklar. Inga underarter finns listade i Catalogue of Life.